# Jardín Botánico de la Universidad de Hohenheim

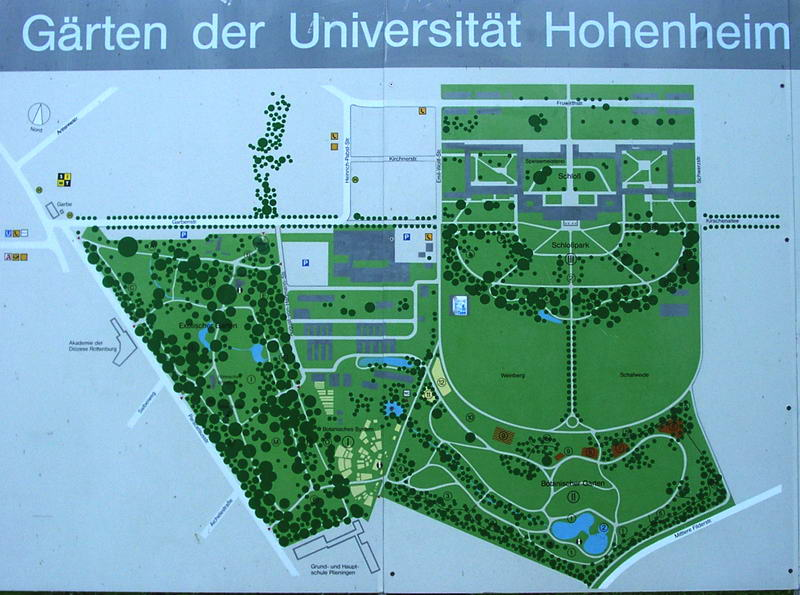
Jardines de la Universidad de Hohenheim, con el Botanischer Garten der Universität Hohenheim en la parte de arriba. No se muestra al nuevo Hohenheimer Landschaftsgarten.

El Jardín Botánico de la Universidad de Hohenheim en alemán : Botanischer Garten der Universität Hohenheim es un jardín botánico de 10 hectáreas de extensión administrado por la Universidad de Hohenheim. Se ubica en la proximidad del Landesarboretum Baden-Württemberg en Stuttgart, Baden-Württemberg, Alemania. Su código de reconocimiento internacional como institución botánica así como de su herbario es HOH

## Localización
En la calle "Garbenstrasse" en Hohenheim distrito de Stuttgart, Baden-Württemberg, Alemania, y a veces es denominado como el Neuer Botanischer Garten para distinguirlo del arboreto.
Botanischer Garten der Universität Hohenheim Einrichtung 211,
Stuttgart-hohenheim, Deutschland-Alemania

## Historia
El jardín botánico fue creado en 1974 enfocándose en la vegetación del suroeste de Alemania desde la última Edad del hielo. 

## Colecciones
Este jardín botánico alberga 7,000 taxones de plantas, en varias agrupaciones, incluyendo:
- Jardín sistemático, con unos 5,000 taxones (2 hectáreas),
- Jardín de plantas medicinales,
- Invernaderos de plantas tropicales y subtropicales conteniendo unos 1,200 taxones, incluyendo unas 250 especies de Begoniaceae. Otras colecciones que alberga Gymnocalycium (65 especies), Peperomia (41 especies), Viscum (40 especies), y Maranthes (14 especies), además de árboles y arbustos más corrientes en Norteamérica.